# Taça Salutaris
A Taça Salutaris foi uma competição precursora à Taça dos Campeões Estaduais Rio-São Paulo, com o nome de "Taça Salutaris" oferecida pela engarrafadora de águas minerais de mesmo nome, disputada entre os campeões do Rio de Janeiro e de São Paulo.
Foi disputada entre 1911 e 1916. Em 1917 foi instituída a Taça Ioduran, organizada pelas ligas carioca e paulista, a primeira competição interestadual oficial do Brasil, segundo o jornalista Tomás Mazzoni.
A primeira foi disputada em 1911 entre os campeões do Carioca e do Paulista de 1910. Em dois jogos de ida e volta, a equipe que obtivesse vantagem de pontos sairia campeã. Disputaram-na o Botafogo Football Club (o atual Botafogo de Futebol e Regatas) e a Associação Atlética das Palmeiras, que se sagrou campeã.

## Primeiro jogo
| 11 de junho | Botafogo                                             | 2–4 | A.A. das Palmeiras                                                                     | Voluntários da Pátria |
|             | Rolando de Lamaré (1º tempo) · Mimi Sodré (1º tempo) |     | Eurico (1º tempo) · Octávio Egydio (1° tempo) · Godinho (2º tempo) · Eurico (2° tempo) |                       |

- Botafogo: Coggin, Villaça e Lefévre; Juca Couto, Lulú Rocha e Rolando de Lamare; Emmanuel Sodré, Abelardo de Lamare, Antônio Luiz, Mimi Sodré e Lauro Sodré.
- AA Palmeiras: Rachou, Urbano e Salerno; Andrew, Collet e Octávio Egydio; Godinho, Whateley, Irineu, Eurico e Deodoro.

## Segundo jogo
| 3 de setembro | A.A. das Palmeiras (*)               | 2–0 | Botafogo | Parque Antárctica |
|               | Fritz (1º tempo) · Irineu (1º tempo) |     |          |                   |

(*) Clube que anos mais tarde viria a se fundir com Paulistano para formar o atual São Paulo.
- AA Palmeiras: Godinho, Urbano e Salerno; Octávio Egydio, Lincoln e Collet; Deodoro, Morelli, Fritz, Irineu e Meirelles.
- Botafogo: Baby Alvarenga, Villaça e Edgard Dutra; Rolando de Lamare, Lulú Rocha e Juca Couto; Mário Fontenelle, Carlos Hasche, Damasceno, Mimi Sodré e Lauro Sodré.

## Premiação
| Taça Salutaris 1910            |
| ------------------------------ |
| A.A. DAS PALMEIRAS (1º título) |